# Cagliari Calcio 1995-1996
Questa voce raccoglie le informazioni riguardanti il Cagliari Calcio nelle competizioni ufficiali della stagione 1995-1996.

## Stagione
Dopo il buon campionato della scorsa stagione, in cui il Cagliari è arrivato a soli 3 punti dalla zona UEFA, l'ambizioso presidente Cellino decide di affidare le redini della panchina a Giovanni Trapattoni, uno degli allenatori più vincenti della storia del calcio. La notizia entusiasma la tifoseria, anche perché società e tecnico sembrano ambire a grandi traguardi. «Non mi pongo limiti verso l’alto, ho vinto anche con Galderisi e Marocchino» dice in un'intervista prestagionale il Trap.
Il calciomercato, tuttavia, non regala gli stessi sogni: la stella Dely Valdés viene ceduta al Paris Saint-Germain e per sostituirla viene ingaggiato l'allora sconosciuto uruguaiano Dario Silva. Il centrocampo - orfano di Herrera, passato all'Atalanta - viene rinforzato con due elementi di esperienza come De Napoli e Venturin, mentre in difesa si registra l'arrivo di Bonomi dalla Lazio. Gli altri "big" della squadra - Firicano, Bisoli, Pusceddu e Oliveira - restano a disposizione del tecnico di Cusano Milanino.
Attorno al Cagliari c'è molta curiosità, in parte perché per la prima volta Trapattoni si trova al timone una squadra "provinciale", in parte perché gli isolani sono i primi ad iniziare il ritiro precampionato (a Vipiteno); in conseguenza di ciò, gli abbonamenti sfioreranno quota 12.500, contro i circa 7.000 dell'anno passato. L'inizio di stagione, tuttavia, è traumatico: nelle prime tre partite il Casteddu colleziona altrettante sconfitte, mentre in Coppa Italia la Lucchese, club di serie B, viene piegata in casa solamente ai tempi supplementari. "Il triste zero di Trapattoni" è il titolo che La Repubblica sceglie per fotografare le difficoltà del nuovo allenatore.
Dopo la sconfitta di Firenze alla 3ª giornata, Trapattoni dichiara in conferenza stampa: "La squadra ha avuto scarsa coscienza dei propri mezzi, ho visto giocatori bloccati psicologicamente. Dopo tre giornate, neppure la UEFA è irraggiungibile. Ho spiegato ai ragazzi che l’esempio è la Juve, dove c’è chi ha vinto lo scudetto eppure torna indietro a difendere". La successiva partita di campionato vede i rossoblù fronteggiare proprio i bianconeri in quello che sembra già un dentro o fuori per Giuanin. Contro la Vecchia Signora, complice anche un Valerio Fiori in forma smagliante, la sfida finisce 0-0. Il primo punto sembra sbloccare i cagliaritani, che nelle due successive partite battono Sampdoria e Cremonese.
Si tratta però di una gioia di breve durata: alla 9ª giornata, dopo la sconfitta per 3-2 contro il Milan, la squadra è terzultima e da più parti viene invocato l'esonero del Trap. Cellino però difende la sua scelta e sentenzia: "Ci riprenderemo". Nelle successive cinque giornate si nota effettivamente un miglioramento e quando si arriva alla giornata 14 i sardi sono pienamente in linea con le ambizioni di inizio anno: hanno infatti venti punti come la Sampdoria, uno in meno della Roma, due di ritardo su Lazio e Atalanta quinte. In mezzo, si registra l’eliminazione in Coppa Italia per mano dell'Atalanta. L'anno solare si chiude con una sonora sconfitta (4-0) contro l'Inter.
Il 1996 inizia se possibile anche peggio, con una traumatica sconfitta casalinga contro il modesto Padova arrivata nei minuti finali, a cui segue un altro 4-0 patito, inflitto stavolta dal Parma. Il largo successo interno contro l'Udinese non da serenità, perché nella domenica seguente il Casteddu subisce il terzo 4-0 consecutivo in trasferta, ad opera della Lazio. A Roma, in conferenza stampa, Trapattoni è polemico: "Se Cellino vuole dare una scossa e cacciarmi, lo faccia subito: sono pronto a tutto". Dopo uno scialbo pareggio a reti bianche con la Fiorentina, arriva un'altra grave sconfitta, questa volta a Torino contro la Juventus.
Due giorni dopo, Trapattoni rassegna le dimissioni dalla panchina rossoblù. A caldo fa dichiarazioni polemiche contro il proprietario del club: "Non potevo farmi prendere ancora in giro. Mi spiace di aver contribuito ad alimentare illusioni eccessive, ho sbagliato a parlare di coppa UEFA e me ne assumo la responsabilità. Forse l’errore più grave l’ho commesso quando ho accettato questa avventura". Successivamente spiegherà le ragioni che lo hanno portato a formalizzare questo passo indietro:
(Giovanni Trapattoni)
Al suo posto siede sulla panchina Bruno Giorgi, un allenatore che ben conosce l'ambiente. Il nuovo mister riesce a traghettare la squadra in una tranquilla posizione di metà classifica: da segnalare, in positivo, i pareggi contro Inter e Roma e la vittoria contro il Parma all'ultima giornata.

## Divise e sponsor
Le divise, marcate Erreà per la terza e ultima stagione, rimangono immutate a eccezione della maglia da trasferta che presenta una proiezione del simbolo dei 4 mori.
| 1º completo | 2º completo |  |

## Rosa
| N. |                    | Ruolo | Calciatore               |
| -- | ------------------ | ----- | ------------------------ |
| 1  | Italia (bandiera)  | P     | Valerio Fiori            |
| 2  | Italia (bandiera)  | D     | Giuseppe Pancaro         |
| 3  | Italia (bandiera)  | D     | Vittorio Pusceddu        |
| 4  | Italia (bandiera)  | D     | Matteo Villa             |
| 5  | Italia (bandiera)  | D     | Nicolò Napoli            |
| 6  | Italia (bandiera)  | D     | Aldo Firicano (capitano) |
| 7  | Italia (bandiera)  | C     | Pierpaolo Bisoli         |
| 8  | Italia (bandiera)  | C     | Giorgio Venturin         |
| 9  | Uruguay (bandiera) | A     | Darío Silva              |
| 10 | Belgio (bandiera)  | A     | Luís Oliveira            |
| 11 | Italia (bandiera)  | A     | Roberto Muzzi            |
| 12 | Italia (bandiera)  | P     | Beniamino Abate          |
| 13 | Italia (bandiera)  | D     | Andrea Benassi           |
| 14 | Italia (bandiera)  | C     | Massimiliano Allegri     |
| 15 | Italia (bandiera)  | D     | Mauro Bonomi             |

| N. |                    | Ruolo | Calciatore            |
| -- | ------------------ | ----- | --------------------- |
| 16 | Italia (bandiera)  | D     | Francesco Bellucci    |
| 18 | Italia (bandiera)  | C     | Christian Lantignotti |
| 19 | Italia (bandiera)  | C     | Mauro Bressan         |
| 20 | Italia (bandiera)  | C     | Marco Sanna           |
| 21 | Italia (bandiera)  | C     | Antonio Bitetti       |
| 22 | Italia (bandiera)  | C     | Giovanni Sulcis       |
| 23 | Italia (bandiera)  | C     | Fernando De Napoli    |
| 24 | Italia (bandiera)  | P     | Marco De Laurentis    |
| 25 | Uruguay (bandiera) | C     | Fabián O'Neill        |
| 26 | Italia (bandiera)  | D     | Stefano Medda         |
| 27 | Italia (bandiera)  | C     | Massimo Perra         |
| 28 | Italia (bandiera)  | A     | Francesco Tribuna     |
|    | Italia (bandiera)  | C     | Fabio Liverani        |
|    | Italia (bandiera)  | C     | Alessio Pieroni       |

## Calciomercato

### Sessione estiva
| Acquisti | Acquisti           | Acquisti       | Acquisti   |
| R.       | Nome               | da             | Modalità   |
| -------- | ------------------ | -------------- | ---------- |
| P        | Beniamino Abate    | Fidelis Andria | definitivo |
| D        | Mauro Bonomi       | Lazio          | definitivo |
| C        | Mauro Bressan      | Foggia         | definitivo |
| C        | Fernando De Napoli | Milan          | definitivo |
| C        | Massimo Perra      | Selargius      | definitivo |
| C        | Giorgio Venturin   | Lazio          | prestito   |
| A        | Darío Silva        | Peñarol        | definitivo |

| Cessioni | Cessioni                | Cessioni            | Cessioni      |
| R.       | Nome                    | a                   | Modalità      |
| -------- | ----------------------- | ------------------- | ------------- |
| P        | Nicola Dibitonto        | Atletico Catania    | definitivo    |
| P        | Alessio Scarpi          | Reggina             | prestito      |
| D        | Francesco Bellucci      | Avellino            | definitivo    |
| C        | Massimo Belluomini      | Pisa                | definitivo    |
| C        | Daniele Berretta        | Roma                | fine prestito |
| C        | Vincenzo Bevo           | Salernitana         | definitivo    |
| C        | José Oscar Herrera      | Atalanta            | definitivo    |
| C        | Simone Veronese         | Reggiana            | prestito      |
| A        | Julio César Dely Valdés | Paris Saint-Germain | definitivo    |

### Sessione autunnale
| Acquisti | Acquisti       | Acquisti | Acquisti   |
| R.       | Nome           | a        | Modalità   |
| -------- | -------------- | -------- | ---------- |
| C        | Fabián O'Neill | Nacional | definitivo |

| Cessioni | Cessioni             | Cessioni | Cessioni   |
| R.       | Nome                 | a        | Modalità   |
| -------- | -------------------- | -------- | ---------- |
| C        | Massimiliano Allegri | Perugia  | definitivo |
| C        | Andrea Benassi       | Turris   | definitivo |
| C        | Fernando De Napoli   | Reggiana | prestito   |

## Risultati

### Serie A

#### Girone di andata
| Arbitro: | Messina (Bergamo) |

|              |           |  |
| Bierhoff 56’ | Marcatori |  |

| Arbitro: | Nicchi (Arezzo) |

|  |           |             |
|  | Marcatori | 22’ Signori |

| Arbitro: | Beschin (Legnago) |

|                               |           |                       |
| Baiano 2’, 15’ L. Amoruso 20’ | Marcatori | 17’ (aut.) L. Amoruso |

| Cagliari 24 settembre 1995 4ª giornata | Cagliari         | 0 – 0 referto | Juventus | Stadio Sant'Elia\| Arbitro: \| Bazzoli (Merano) \| |
| Arbitro:                               | Bazzoli (Merano) |               |          |                                                    |

| Arbitro: | Rodomonti (Teramo) |

|             |           |                              |
| Maniero 31’ | Marcatori | 53’ Dario Silva 68’ Oliveira |

| Arbitro: | Pairetto (Nichelino) |

|                     |           |  |
| Oliveira 44’ (rig.) | Marcatori |  |

| Arbitro: | Quartuccio (Torre Annunziata) |

|                                       |           |  |
| Andersson 55’ Protti 62’ Guerrero 83’ | Marcatori |  |

| Arbitro: | Boggi (Salerno) |

|  |           |                  |
|  | Marcatori | 14’, 68’ Fonseca |

| Arbitro: | Farina (Novi Ligure) |

|                                     |           |                          |
| Di Canio 10’ Lentini 16’ Simone 48’ | Marcatori | 34’, 67’ (rig.) Oliveira |

| Arbitro: | Rodomonti (Teramo) |

|                 |           |  |
| Dario Silva 38’ | Marcatori |  |

| Arbitro: | Collina (Viareggio) |

|                   |           |  |
| Firicano 21’, 90’ | Marcatori |  |

| Arbitro: | Bolognino (Milano) |

|            |           |              |
| Caccia 54’ | Marcatori | 57’ Oliveira |

| Arbitro: | Cesari (Genova) |

|                              |           |  |
| Boselli 60’ (aut.) Muzzi 71’ | Marcatori |  |

| Arbitro: | Cinciripini (Ascoli Piceno) |

|  |           |              |
|  | Marcatori | 60’ Oliveira |

| Arbitro: | Bettin (Padova) |

|                               |           |  |
| Ganz 12’ Branca 23’, 29’, 68’ | Marcatori |  |

| Arbitro: | Trentalange (Torino) |

|  |           |           |
|  | Marcatori | 86’ Kreek |

| Arbitro: | Stafoggia (Pesaro) |

|                                                     |           |  |
| Mussi 17’ A. Di Chiara 66’, 90’ Firicano 69’ (aut.) | Marcatori |  |

#### Girone di ritorno
| Arbitro: | Ercolino (Cassino) |

|                                                  |           |              |
| Muzzi 30’ Oliveira 45’ Dario Silva 70’ Villa 87’ | Marcatori | 68’ Bierhoff |

| Arbitro: | Racalbuto (Gallarate) |

|                                            |           |  |
| Signori 27’ (rig.) Casiraghi 28’, 34’, 45’ | Marcatori |  |

| Cagliari 4 febbraio 1996 20ª giornata | Cagliari        | 0 – 0 referto | Fiorentina | Stadio Sant'Elia\| Arbitro: \| Cesari (Genova) \| |
| Arbitro:                              | Cesari (Genova) |               |            |                                                   |

| Arbitro: | Pellegrino (Barcellona Pozzo di Gotto) |

|                                                           |           |              |
| Bonomi 10’ (aut.) Ravanelli 22’ Del Piero 79’ Jugovic 90’ | Marcatori | 89’ Oliveira |

| Arbitro: | Stafoggia (Pesaro) |

|                                    |           |  |
| Napoli 38’ Oliveira 70’ Bisoli 86’ | Marcatori |  |

| Arbitro: | Ceccarini (Livorno) |

|                                      |           |           |
| Maspero 1’ Dall'Igna 25’ Perovic 87’ | Marcatori | 79’ Muzzi |

| Arbitro: | Collina (Viareggio) |

|                                               |           |                                |
| Oliveira 17’, 88’ (rig.), 90’ Lantignotti 30’ | Marcatori | 7’ Andersson 21’ (rig.) Protti |

| Arbitro: | Pellegrino (Barcellona Pozzo di Gotto) |

|                  |           |                    |
| Balbo 18’ (rig.) | Marcatori | 9’ (rig.) Oliveira |

| Arbitro: | Treossi (Forlì) |

|           |           |                                       |
| Villa 32’ | Marcatori | 30’ (aut.) Napoli 78’ (aut.) Oliveira |

| Arbitro: | Boggi (Salerno) |

|                       |           |                     |
| Rizzitelli 19’ (rig.) | Marcatori | 11’ (rig.) Oliveira |

| Napoli 31 marzo 1996 28ª giornata | Napoli            | 0 – 0 referto | Cagliari | Stadio San Paolo\| Arbitro: \| Messina (Bergamo) \| |
| Arbitro:                          | Messina (Bergamo) |               |          |                                                     |

| Cagliari 6 aprile 1996 29ª giornata | Cagliari        | 0 – 0 referto | Piacenza | Stadio Sant'Elia\| Arbitro: \| Nicchi (Arezzo) \| |
| Arbitro:                            | Nicchi (Arezzo) |               |          |                                                   |

| Arbitro: | Serena (Bassano del Grappa) |

|                              |           |  |
| Vieri 18’, 79’ D. Morfeo 41’ | Marcatori |  |

| Arbitro: | Braschi (Prato) |

|                         |           |  |
| Pancaro 60’ O'Neill 75’ | Marcatori |  |

| Cagliari 28 aprile 1996 32ª giornata | Cagliari             | 0 – 0 referto | Inter | Stadio Sant'Elia\| Arbitro: \| Pairetto (Nichelino) \| |
| Arbitro:                             | Pairetto (Nichelino) |               |       |                                                        |

| Arbitro: | Gronda (Genova) |

|                       |           |                |
| Vlaovic 28’ Serao 59’ | Marcatori | 4’ Lantignotti |

| Arbitro: | Farina (Novi Ligure) |

|                                        |           |  |
| Sensini 41’ (aut.) Oliveira 75’ (rig.) | Marcatori |  |

## Coppa Italia
| Arbitro: | Quartuccio (Torre Annunziata) |

|                                    |           |                                                    |
| Pistella 2’, 22’ Grabbi 79’ (rig.) | Marcatori | 58’ Oliveira 62’ Pancaro 66’ Muzzi 91’ Dario Silva |

| Arbitro: | Ceccarini (Livorno) |

|                       |           |             |
| Oliveira 4’ Muzzi 27’ | Marcatori | 67’ Seedorf |

| Arbitro: | Nicchi (Arezzo) |

|             |           |  |
| O'Neill 35’ | Marcatori |  |

| Arbitro: | Treossi (Forlì) |

|                                          |           |                             |
| Tovalieri 19’, 83’ Morfeo 25’ Pisani 80’ | Marcatori | 47’ Bressan 78’ Dario Silva |